# Jozef Kožlej
Jozef Kožlej, né le 8 juillet 1973 à Stropkov en Tchécoslovaquie, était un footballeur international slovaque, qui évoluait au poste d'avant-centre.

## Palmarès

### Avec leSparta Prague
- Champion de Tchécoslovaquie en 1993
- Champion de Tchéquie en 1994 et 1995

### Avec leFC Košice
- Champion de Slovaquie en 1997 et 1998

### Avec l'Omonia Nicosie
- Vainqueur de la Coupe de Chypre en 2005

### Avec l'AEL Larissa
- Vainqueur de la Coupe de Grèce en 2007

## Distinctions personnelles
- Meilleur buteur du Championnat de Slovaquie en 1997 avec le FC Košice.
- Meilleur buteur du Championnat de Chypre en 2004 avec l'Omonia Nicosie.